# Culiseta tonnoiri
Culiseta tonnoiri är en tvåvingeart som först beskrevs av Edwards 1925.  Culiseta tonnoiri ingår i släktet Culiseta och familjen stickmyggor. Inga underarter finns listade i Catalogue of Life.